# Cesare Rossarol
Le Cesare Rossarol est un croiseur éclaireur de la Regia Marina. C'est l'ancien destroyer de la Kaiserliche Marine SMS B 97 transféré à l'Italie au titre des dommages de guerre. 

Sa construction est effectuée au chantier naval Blohm & Voss de Hambourg et il est mis en service en décembre 1914. 
Il ne faut pas le confondre avec le Cesare Rossarol de classe Alessandro Poerio coulé sur mine en 1918.

## Service

### Marine italienne
Il est transféré à la Regia Marina au titre des dommages de guerre en septembre 1920. Il prend le nom de Cesare Rossarol comme croiseur éclaireur.
Il bénéficie d'une modernisation entre 1920 et 1924. Il reçoit un armement supplémentaire de trois canons Schneider-Canet de 120 mm (1x2, 1x1), de deux canons antiaériens de 76 mm et deux mitrailleuses de 6,5 mm. Son nouveau déplacement est de 1 655 tonnes et son équipage de 155 hommes.
En 1935 ses tubes lance-torpilles sont réduits à 2x2 450 mm.